# クエスト (ISS)

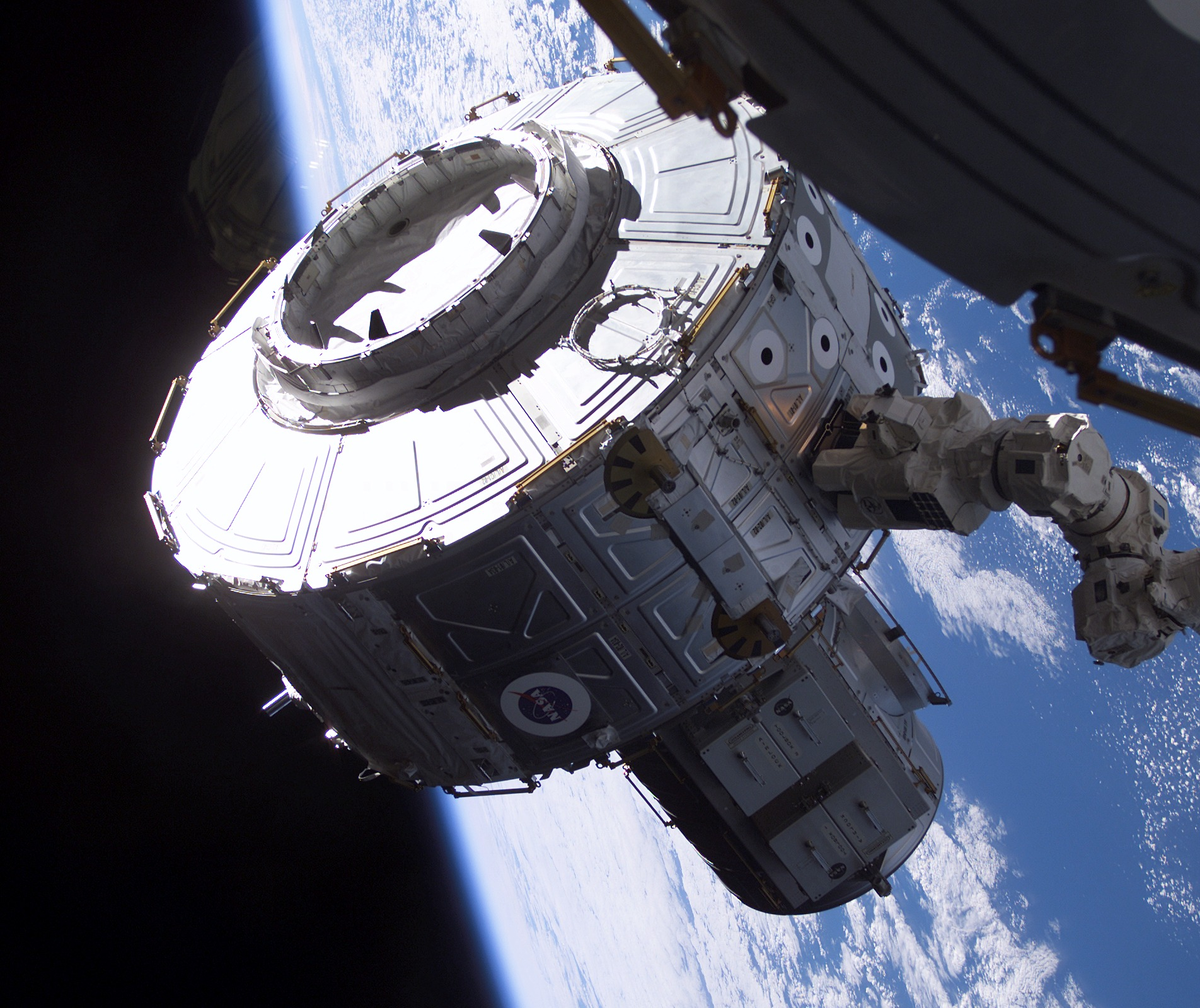
クエスト・ジョイント・エアロック・モジュール (NASA)

クエスト（Quest Joint Airlock、以前はJoint Airlock Moduleと呼ばれていた）は、国際宇宙ステーション (ISS) の最初のエアロックである。アメリカの船外活動宇宙服 (EMU) とロシアのオーラン宇宙服 (Orlan) のどちらでも船外活動を行なえるように設計された。クエストが取り付けられる以前は、オーラン宇宙服を使うロシアの船外活動はズヴェズダからしか行えず、船外活動宇宙服を使うアメリカの船外活動はスペースシャトルがドッキングしている時だけに限られていた。2001年9月16日にピアースが到着し、オーラン宇宙服での船外活動ができるエアロックが備わった。

## 設計
クエストは、宇宙服と機材を格納している「装備ロック」 (Equipment lock) と、宇宙飛行士が宇宙に出ていく「クルーロック」 (Crew Lock) の2つの部分で構成されている。スペースシャトルのエアロックが基になっているが、エアロック使用時の空気の喪失を大幅に抑えるため、空気回収ポンプが装備されている。クエストは、2001年7月のSTS-104で、ユニティモジュール右舷の共通結合機構に取り付けられた。船外活動時にハッチを開くことで少し喪失する空気を ISS内へ補充するために、クエストの外部には4基の高圧ガスタンクを備えている。2基は酸素で2基は窒素である（なお、STS-129で酸素タンクを1基運んで追加設置した他、シャトル退役に備えてSTS-134でも予備の酸素タンクが運ばれてトラス上に保管された）。
構成要素も調整も接続も異なるため、アメリカの宇宙服はロシアのエアロックであるピアースに適合せず、クエストが必要となった。クエストはどちらの宇宙服でも使える機材を備えるよう設計されていたが、ロシアの宇宙服を使用するために必要となる機材が取り付けられていなかったため、利用可能なのはアメリカの宇宙服での船外活動だけであった。そのためアメリカの宇宙服に問題が見つかり、急遽ロシアの宇宙服を使うことになった第9次長期滞在のクルーは、クエストから船外に出ることが出来ず、ピアースを使ったため作業現場まで行くのに遠回りが必要となった。
結局、クエストからロシアの宇宙服を使った船外活動は実施されず、現在でも米国の船外活動はクエストを使用し、ロシアの船外活動はピアース(ピアースを廃棄した後はポイスク(MRM-2)がロシアの新しいエアロックとなる)を使うことで棲み分けされている。

## プリブリース手順
宇宙服を装着する低圧環境下での減圧症を防ぐためには血液中から窒素ガスを排除しなければならない。このため宇宙飛行士が船外活動の前に体内の血流中から窒素を排出するために酸素を呼吸するプリブリースという手順が必要となる。この手順は徐々に改善されており、当初はエクササイズしながら酸素を呼吸すると窒素の排出が早まることからエクササイズ・プリブリースが使われていた。その後、エアロック内を2/3気圧に減圧して一晩過ごすことで翌朝の作業開始を早く行えるようにした「キャンプアウト（camp out）」プリブリースが導入された。2006年4月に、第12次長期滞在のコマンダー、ウイリアム・マッカーサーと第13次長期滞在のフライトエンジニア、ジェフリー・ウィリアムズは、クエストのエアロックで一晩「キャンプアウト」して船外活動に備える新しい方法をテストした。エアロック内の気圧は、通常の14.7psiから10.2psiまで下げられた。この方法に比べると、船外活動に備える以前の方法は、体内から窒素を一掃して減圧症を避けるためには、純酸素で呼吸しなければならない時間が長時間であった。二人が眠りについて4時間後のエラー音で管制官が中止を宣言したが、テストには成功したとみなされ、以後はこの手順が使われた。
2011年のSTS-134の第3回船外活動からはISLE (In-Suit Light Exercise)という新たな手順が導入された。これは宇宙服を装着した状態で手脚を軽く動かすだけの簡単な手順であるが、効果的にプリブリースを行えるようになり、STS-135の船外活動でもこの手順が使われた。

## 建造
エアロックとタンクのシステムはアルミニウム製で、ボーイング社によりアラバマ州ハンツビルにあるNASAのマーシャル宇宙飛行センターでテストされた。

## エアロックの諸元
- 材質 : アルミニウム
- 全長 : 5.5 m (18 ft)
- 直径 : 4 m (13 ft)
- 重量 : 6,064 kg (13,368 lb)
- 容積 : 34 m3 (1,200 ft3)
- 費用 : 1億6400万ドル、タンクを含む